# 10686 Kaluna
10686 Kaluna è un asteroide della fascia principale. Scoperto nel 1980, presenta un'orbita caratterizzata da un semiasse maggiore pari a 2,5421438 UA e da un'eccentricità di 0,0632797, inclinata di 24,86123° rispetto all'eclittica.